# Тургенево (Джанкойский район)
Турге́нево (до 1948 года Кирк-Бель; укр. Тургенєве, крымскотат. Qırq Bel, Къыркъ Бель) — село в Джанкойском районе Республики Крым, входит в состав Медведевского сельского поселения (согласно административно-территориальному делению Украины — Медведевского сельского совета Автономной Республики Крым).

## Население
| 2001 | 2014 |
| ---- | ---- |
| 636  | ↘561 |

Всеукраинская перепись 2001 года показала следующее распределение по носителям языка
| Язык             | Процент |
| ---------------- | ------- |
| крымскотатарский | 41.19   |
| русский          | 30.97   |
| украинский       | 24.84   |
| другие           | 0.63    |

### Динамика численности
- 1926 год — 101 чел.[10]
- 1989 год — 572 чел.[11]
- 2001 год — 636 чел.[12]
- 2009 год — 563 чел.[13]
- 2014 год — 561 чел.[14]

## Современное состояние
На 2017 год в Тургенево числится 6 улиц и 1 переулок; на 2009 год, по данным сельсовета, село занимало площадь 101,4 гектара на которой, в 184 дворах, проживало 563 человека. В селе действует фельдшерско-акушерский пункт

## География
Тургенево — село на севере района, в степном Крыму, на восточном берегу вдающегося в Сиваш полуострова (дорога на Чонгар), высота центра села над уровнем моря — 9 м. Ближайшие сёла: Медведевка — в 0,5 километра на запад и Предмостное в 6,5 км на северо-восток. Расстояние до райцентра — около 29 километров (по шоссе), ближайшая железнодорожная станция — Солёное Озеро — примерно в 15 километрах. Транспортное сообщение осуществляется по региональной автодороге 35Н-186 протяжённостью 2,0 км от шоссе 35А-002 граница с Украиной — Симферополь — Алушта — Ялта (по украинской классификации — С-0-10462).

## История
Село Кирк-Бель (другое название Новый Кирк), возникло, судя по доступным историческим документам, в 1920-х годах, так как на карте 1922 года ещё не обозначен, а впервые встречается в Списке населённых пунктов Крымской АССР по Всесоюзной переписи 17 декабря 1926 года, согласно которому в селе Бель-Кирк (или Новый Кирк) , Таганашского сельсовета Джанкойского района, числилось 14 дворов, все крестьянские, население составляло 101 человек, все русские. На подробной карте РККА северного Крыма 1941 года в Кирк-Беле отмечено 44 двора
В 1944 году, после освобождения Крыма от фашистов, 12 августа 1944 года было принято постановление № ГОКО-6372с «О переселении колхозников в районы Крыма» и в сентябре 1944 года в район приехали первые новоселы (27 семей) из Каменец-Подольской и Киевской областей, а в начале 1950-х годов последовала вторая волна переселенцев из различных областей Украины. С 25 июня 1946 года Кирк-Бель в составе Крымской области РСФСР. Указом Президиума Верховного Совета РСФСР от 18 мая 1948 года, Кирк-Бель переименовали в Тургенево. С 1950 год село в составе колхоза имени Молотова, который в 1959 году был объединен с колхозами имени Фрунзе и «Крым» и получил название имени ХХІ съезда КПСС (который в 1970 году был разукрупнён). 26 апреля 1954 года Крымская область была передана из состава РСФСР в состав УССР. Время включения в Медведевский сельсовет пока не установлено: на 15 июня 1960 года село уже числилось в его составе. 1 апреля 1977 года создан Ермаковский сельсовет в который включили Тургенево. По данным переписи 1989 года в селе проживало 572 человека. С 12 февраля 1991 года село в восстановленной Крымской АССР, 26 февраля 1992 года переименованной в Автономную Республику Крым. С 21 марта 2014 года — в составе Республики Крым России.